# Luis Aguerre
Luis Alberto Aguerre Britos (nacido el 27 de septiembre de 1948 en Montevideo, Uruguay) es un ex-futbolista uruguayo. Jugaba de guardameta y su primer club fue el Peñarol.

## Carrera
Comenzó su carrera en 1963 jugando para Peñarol. Jugó para el club hasta 1968. En ese mismo año se fue a Ecuador para integrarse al Deportivo Quito año donde quedó campeón. En el año 1970 regresó a Uruguay para formar parte del Huracán Buceo, en donde estuvo hasta 1973. En ese año se fue a España, en donde se sumó al Celta de Vigo, jugando para ese equipo hasta 1976. En ese año regresó nuevamente a Uruguay para jugar en el Liverpool, estando allí hasta 1979, sin contar un paso breve por el Deportivo Bolognesi en 1978, en calidad de cedido. En 1980 regresó a Ecuador, en donde se convirtió en refuerzo del Universidad Católica de Ecuador. En 1981 pasó al Manta FC, en donde finalmente se retiró.
Al año siguiente comienza una nueva carrera como empresario deportivo, convirtiéndose en uno de los mejores representantes futbolísticos de Latinoamérica. Entre sus representados más importantes se encuentran jugadores como los ecuatorianos Iván Hurtado, Fidel Martínez, Frickson Erazo, Christian Benítez, Ivan Kaviedes, Walter Chalá y el hondureño Alfredo Mejía entre otros.

## Clubes
| Club                 | País    | Año       |
| -------------------- | ------- | --------- |
| Peñarol              | Uruguay | 1963-1968 |
| Deportivo Quito      | Ecuador | 1968-1969 |
| Huracán Buceo        | Uruguay | 1970-1973 |
| Celta de Vigo        | España  | 1973-1975 |
| Liverpool            | Uruguay | 1976-1977 |
| Deportivo Bolognesi  | Perú    | 1978      |
| Deportivo Quito      | Ecuador | 1978      |
| Liverpool            | Uruguay | 1978-1979 |
| Universidad Católica | Ecuador | 1980      |
| Manta FC             | Ecuador | 1981      |